# Robert Hofstadter
Robert Hofstadter, ameriški fizik, * 5. februar 1915, New York, New York, ZDA, † 17. november 1990, Stanford, Kalifornija, ZDA.
Hofstadter je leta 1961 (skupaj z R. L. Mössbauerjem) prejel Nobelovo nagrado za fiziko »za pionirske raziskave sipanja zelo hitrih elektronov na atomskih jedrih in dosežena odkritja, ki so povezana z zgradbo nukleonov.«